# Xenophysogobio nudicorpa
Xenophysogobio nudicorpa är en fiskart som först beskrevs av Huang och Zhang, 1986.  Xenophysogobio nudicorpa ingår i släktet Xenophysogobio och familjen karpfiskar. Inga underarter finns listade i Catalogue of Life.